# Benedetto Dei
Benedetto Dei (4 mars 1418 - 1492) est un poète et un historien italien.

## Biographie
Benedetto Dei passa la majorité de sa vie à Florence auprès des Médicis et des marchands florentins dont les Portinari.
Ses plus importants écrits sont une chronique des art, culture et économie florentines qui couvre toutes les années du Quattrocento.
Il voyagea également en Angleterre, en Allemagne, en France, au Moyen-Orient et en Afrique du Nord ; il visita Beyrouth, Jérusalem, Carthage, Sfax, Oran et Tombouctou (parmi d'autres) et alimenta ses chroniques de ses découvertes.

## Publications
- Benedetto Dei. La cronica dall’anno 1400 all’anno 1500, Ed. Roberto Barducci, Florence, 1985.

## Crédit d'auteurs
- (en) Cet article est partiellement ou en totalité issu de l’article de Wikipédia en anglais intitulé « Benedetto Dei » (voir la liste des auteurs).